# Berthelming
Berthelming [bɛʁtəlmɛ̃] est une commune française située dans le département de la Moselle, en région Grand Est.
Cette commune se trouve dans la région historique de Lorraine et fait partie du pays de Sarrebourg.

## Géographie
| Mittersheim          | Romelfing            |          |
|                      | Berthelming          | Bettborn |
| Saint-Jean-de-Bassel | Saint-Jean-de-Bassel |          |

Écarts et lieux-dits : Theilung
La commune fait partie de la ZNIEFF du pays des étangs.
La gare de Berthelming est située sur la ligne de Réding à Metz-Ville et est l'origine de la ligne de Berthelming à Sarreguemines.

### Hydrographie
La commune est située dans le bassin versant du Rhin au sein du bassin Rhin-Meuse. Elle est drainée par la Sarre, le ruisseau de la Schermatte, le ruisseau de Pfuhlmatte, le ruisseau du Schirweiher et le ruisseau du Sengland.
La Sarre, d'une longueur totale de 129,2 km, est un affluent de la Moselle et donc un sous-affluent du Rhin, qui coule en Lorraine, en Alsace bossue et dans les Länder allemands de la Sarre (Saarland) et de Rhénanie-Palatinat (Rheinland-Pfalz).

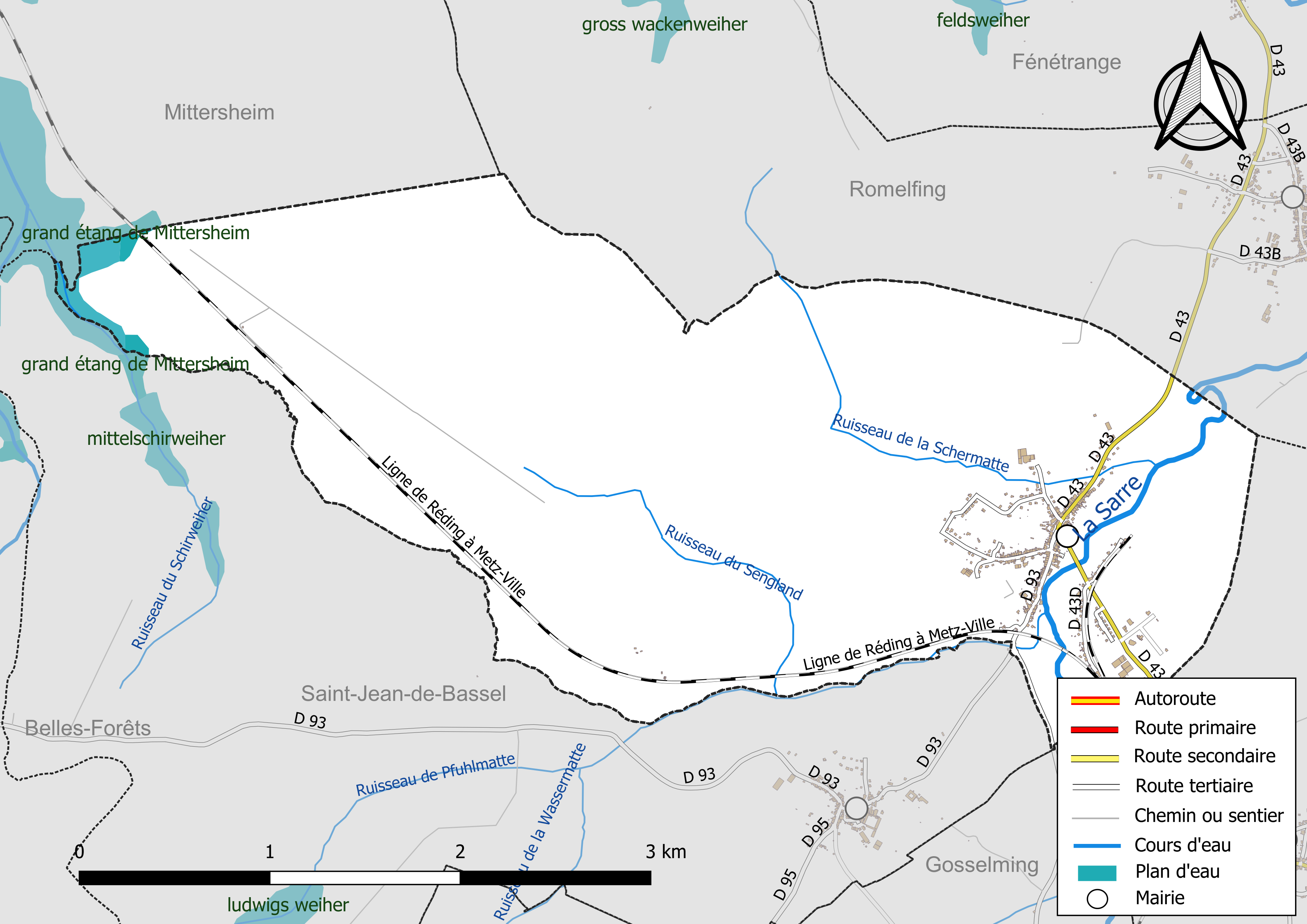
Réseaux hydrographique et routier de Berthelming.

La qualité des eaux des principaux cours d’eau de la commune, notamment de la Sarre, peut être consultée sur un site spécial géré par les agences de l’eau et l’Agence française pour la biodiversité.

### Climat
Pour des articles plus généraux, voir Climat du Grand Est et Climat de la Moselle.
En 2010, le climat de la commune est de type climat des marges montargnardes, selon une étude du Centre national de la recherche scientifique s'appuyant sur une série de données couvrant la période 1971-2000. En 2020, Météo-France publie une typologie des climats de la France métropolitaine dans laquelle la commune est exposée à un climat semi-continental et est dans la région climatique  Vosges, caractérisée par une pluviométrie très élevée (1 500 à 2 000 mm/an) en toutes saisons et un hiver rude (moins de 1 °C). 
Pour la période 1971-2000, la température annuelle moyenne est de 9,8 °C, avec une amplitude thermique annuelle de 16,9 °C. Le cumul annuel moyen de précipitations est de 912 mm, avec 12 jours de précipitations en janvier et 9,6 jours en juillet. Pour la période 1991-2020, la température moyenne annuelle observée sur la station météorologique de Météo-France la plus proche, « Berg », sur la commune de Berg à 14 km à vol d'oiseau, est de 10,4 °C et le cumul annuel moyen de précipitations est de 801,8 mm. 
La température maximale relevée sur cette station est de 37,4 °C, atteinte le 25 juillet 2019 ; la température minimale est de −16,8 °C, atteinte le 7 février 2012,,. 
Les paramètres climatiques de la commune ont été estimés pour le milieu du siècle (2041-2070) selon différents scénarios d'émission de gaz à effet de serre à partir des nouvelles projections climatiques de référence DRIAS-2020. Ils sont consultables sur un site spécial publié par Météo-France en novembre 2022.

## Urbanisme

### Typologie
Au 1er janvier 2024, Berthelming est catégorisée commune rurale à habitat dispersé, selon la nouvelle grille communale de densité à sept niveaux définie par l'Insee en 2022.
Elle est située hors unité urbaine. Par ailleurs la commune fait partie de l'aire d'attraction de Sarrebourg, dont elle est une commune de la couronne,. Cette aire, qui regroupe 87 communes, est catégorisée dans les aires de 50 000 à moins de 200 000 habitants,.

### Occupation des sols
L'occupation des sols de la commune, telle qu'elle ressort de la base de données européenne d’occupation biophysique des sols Corine Land Cover (CLC), est marquée par l'importance des territoires agricoles (49,2 % en 2018), en diminution par rapport à 1990 (50,5 %). La répartition détaillée en 2018 est la suivante : 
forêts (33,8 %), prairies (32 %), terres arables (17,2 %), milieux à végétation arbustive et/ou herbacée (10,3 %), zones urbanisées (4,2 %), mines, décharges et chantiers (1,3 %), eaux continentales (1,2 %). L'évolution de l’occupation des sols de la commune et de ses infrastructures peut être observée sur les différentes représentations cartographiques du territoire : la carte de Cassini (XVIIIe siècle), la carte d'état-major (1820-1866) et les cartes ou photos aériennes de l'IGN pour la période actuelle (1950 à aujourd'hui).

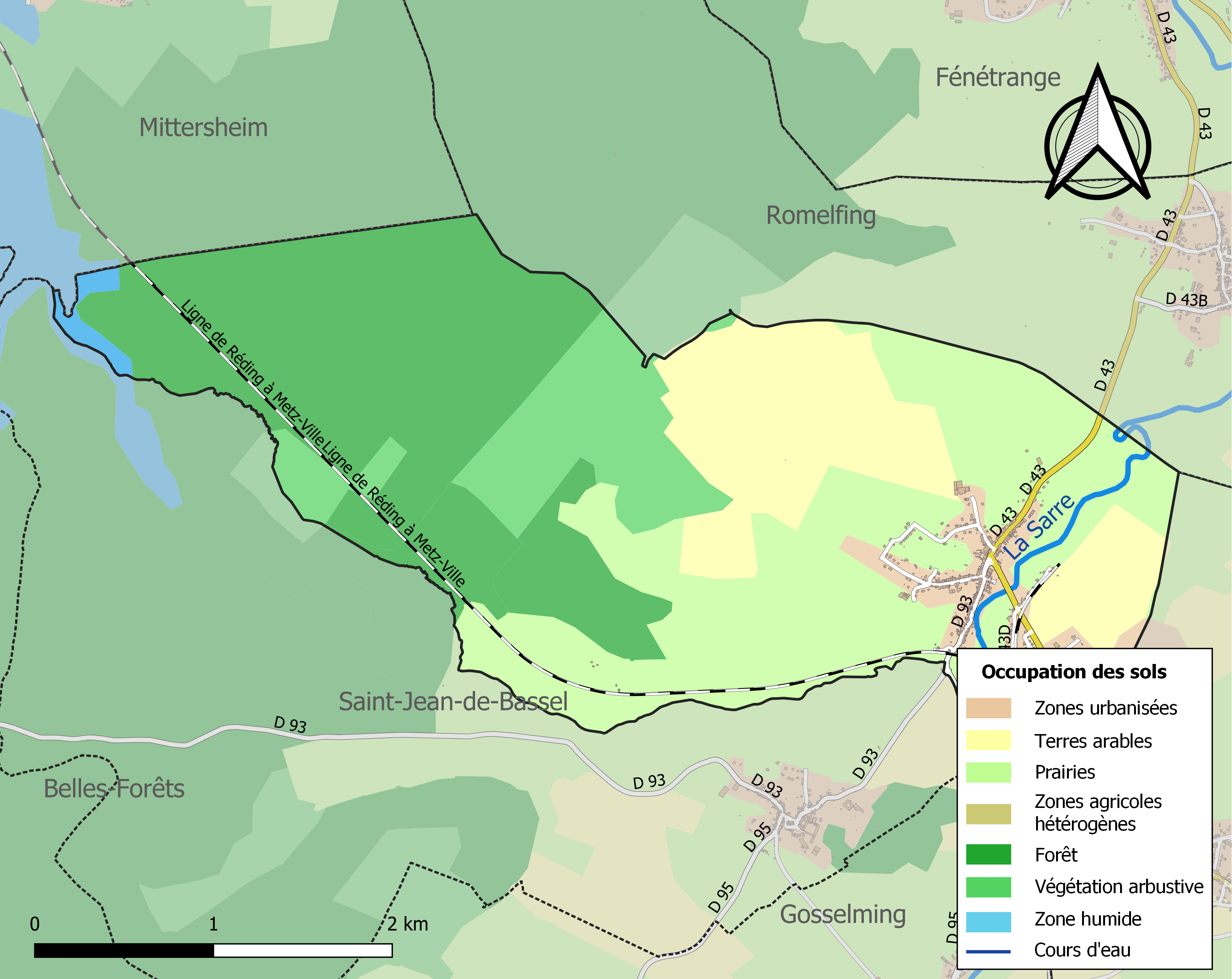
Carte des infrastructures et de l'occupation des sols de la commune en 2018 (CLC).

## Toponymie
D'un nom de personne germanique Bertulf suivi du suffixe -ingen.
Bartolfingen au XVIe siècle, Berthelming (1793), Berthelmingen (1871–1918), Bartolfingen (1940-1944).

## Histoire
Le village a fait partie de la seigneurie de Fénétrange-Schwanhals et fut une possession de la collégiale Saint-Sauveur de Metz.
La commune fut détruit au cours de la guerre de Trente Ans.
La Réforme de 1560 à 1685 impacta également Berthelming.

## Politique et administration
| Période                                  | Période   | Identité           | Étiquette | Qualité |
| ---------------------------------------- | --------- | ------------------ | --------- | ------- |
| Les données manquantes sont à compléter. |           |                    |           |         |
| mars 1989                                | mars 1995 | François Wassereau |           |         |
| mars 1995                                | En cours  | Claude Erhard      |           |         |

## Démographie
L'évolution du nombre d'habitants est connue à travers les recensements de la population effectués dans la commune depuis 1793. Pour les communes de moins de 10 000 habitants, une enquête de recensement portant sur toute la population est réalisée tous les cinq ans, les populations de référence des années intermédiaires étant quant à elles estimées par interpolation ou extrapolation. Pour la commune, le premier recensement exhaustif entrant dans le cadre du nouveau dispositif a été réalisé en 2006.

En 2022, la commune comptait 508 habitants, en stagnation par rapport à 2016 (Moselle : +0,52 %, France hors Mayotte : +2,11 %).
| 1793 | 1800 | 1806 | 1821 | 1831 | 1836 | 1841 | 1846 | 1851 |
| ---- | ---- | ---- | ---- | ---- | ---- | ---- | ---- | ---- |
| 508  | 598  | 651  | 702  | 817  | 811  | 794  | 770  | 762  |

| 1856 | 1861 | 1871 | 1875 | 1880 | 1885 | 1890 | 1895 | 1900 |
| ---- | ---- | ---- | ---- | ---- | ---- | ---- | ---- | ---- |
| 640  | 694  | 681  | 765  | 740  | 682  | 739  | 743  | 714  |

| 1905 | 1910 | 1921 | 1926 | 1931 | 1936 | 1946 | 1954 | 1962 |
| ---- | ---- | ---- | ---- | ---- | ---- | ---- | ---- | ---- |
| 724  | 699  | 671  | 690  | 656  | 690  | 741  | 685  | 669  |

| 1968 | 1975 | 1982 | 1990 | 1999 | 2006 | 2011 | 2016 | 2021 |
| ---- | ---- | ---- | ---- | ---- | ---- | ---- | ---- | ---- |
| 587  | 556  | 568  | 501  | 520  | 526  | 516  | 508  | 510  |

| 2022 | - | - | - | - | - | - | - | - |
| ---- | - | - | - | - | - | - | - | - |
| 508  | - | - | - | - | - | - | - | - |

## Culture locale et patrimoine

### Lieux et monuments

#### Édifices civils
- Vestiges d'une villa romaine ; sépultures mérovingiennes.
- Maison forte XIVe siècle, remaniée.

#### Édifices religieux

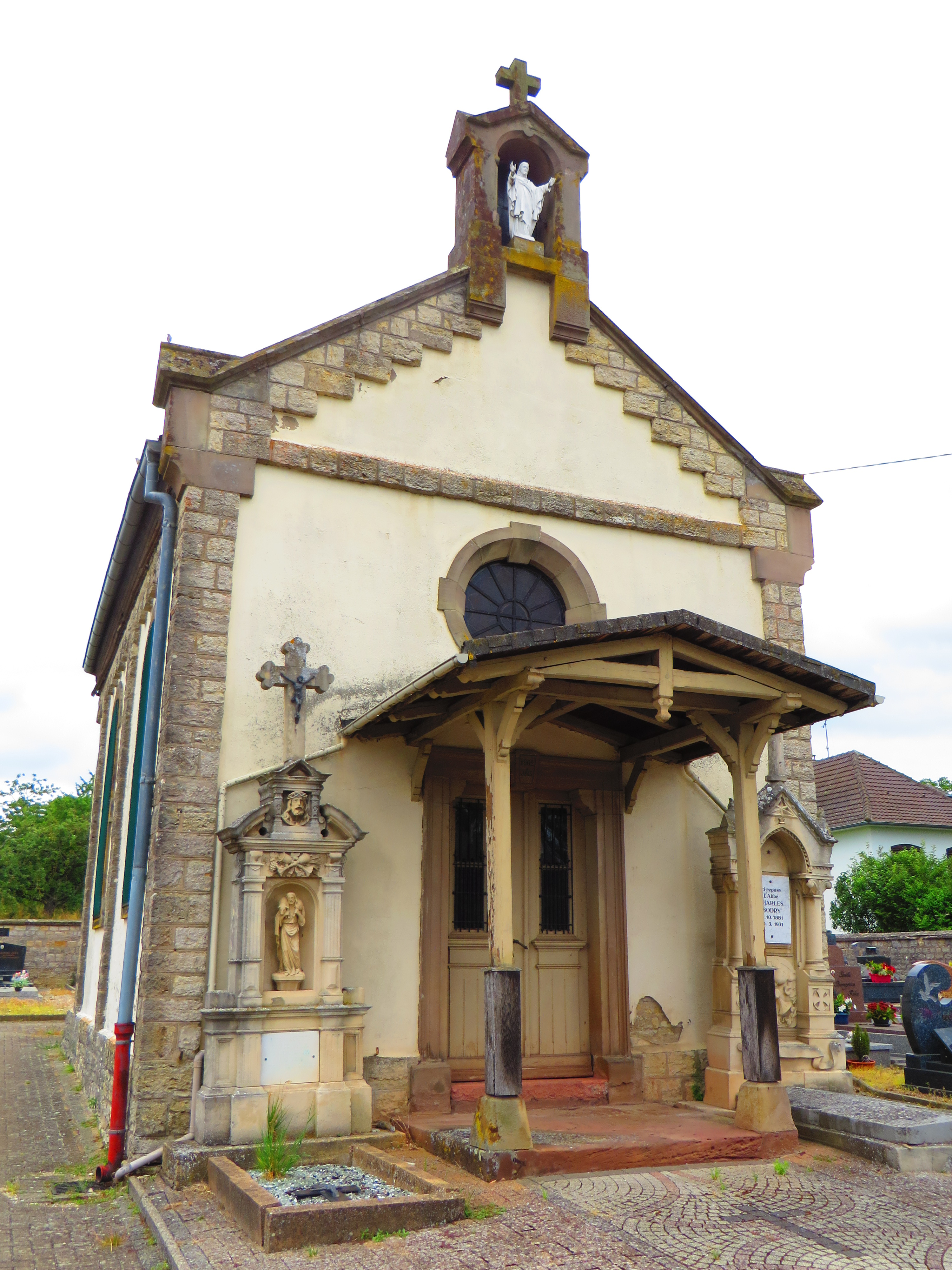
Chapelle Notre-Dame-de-la-Pitié.

- Église de l'Exaltation-de-la-Sainte-Croix 1776, entièrement transformée en style baroque en 1906 : riche mobilier début XXe siècle.
- Chapelle Notre-Dame-de-la-Pitié dans le cimetière.

### Personnalités liées à la commune
- Louis Benoit (1826-1874), bibliothécaire de la ville de Nancy, né à Berthelming.
- Arthur Benoit (1828-1898), bibliophile, érudit, archéologue et historien (1828-1898), décédé à Berthelming.

### Héraldique
| Blason de Berthelming | Blason  | D'azur à la fasce ondée abaissée d'argent surmontée d'un au col de cygne du même, becqué de gueules. |
| Blason de Berthelming | Détails | Le statut officiel du blason reste à déterminer.                                                     |